# Erzbistum Foggia-Bovino
Das Erzbistum Foggia-Bovino (lat.: Archidioecesis Fodiana-Bovinensis, ital.: Arcidiocesi di Foggia-Bovino) ist eine in Italien gelegene römisch-katholische Erzdiözese mit Sitz in Foggia.

## Geschichte
Am 25. Juni 1855 wurde durch Papst Pius IX. das Bistum Foggia aus Gebietsabtretungen des Bistums Troia errichtet und dem Heiligen Stuhl direkt unterstellt. Am 29. September 1933 wurde das Bistum Foggia durch die Konsistorialkongregation mit dem Dekret Iam pridem dem Erzbistum Benevent als Suffraganbistum unterstellt.
Am 30. April 1979 wurde das Bistum Foggia durch Papst Johannes Paul II. mit der Apostolischen Konstitution Sacrorum Antistites zum Erzbistum erhoben. Dem Erzbistum Foggia wurde am 30. September 1986 das Bistum Bovino angegliedert.

## Ordinarien

### Bischöfe von Foggia
- Bernardino Maria Frascolla, 1856–1869
- Geremia Cosenza OFM, 1872–1882
- Domenico Marinangeli, 1882–1893, dann Erzbischof von Trani und Barletta
- Carlo Mola CO, 1893–1909
- Salvatore Bella, 1909–1920, dann Bischof von Acireale
- Pietro Pomares y de Morant, 1921–1924, dann Erzbischof von Bari
- Fortunato Maria Farina, 1924–1954
- Giuseppe Amici, 1954–1955, dann Bischof von Cesena
- Paolo Carta, 1955–1962, dann Erzbischof von Sassari
- Giuseppe Lenotti, 1962–1979

### Erzbischöfe von Foggia
- Giuseppe Lenotti, 1979–1981
- Salvatore De Giorgi, 1981–1986

### Erzbischöfe von Foggia-Bovino
- Salvatore De Giorgi, 1986–1987, dann Erzbischof von Tarent
- Giuseppe Casale, 1988–1999
- Domenico Umberto D’Ambrosio, 1999–2003, dann Erzbischof von Manfredonia-Vieste-San Giovanni Rotondo
- Francesco Pio Tamburrino OSB, 2003–2014
- Vincenzo Pelvi, 2014–2023
- Giorgio Ferretti, seit 2023